# Грунауэр, Александр Адольфович
Грунауэр Александр Адольфович (4 октября 1921, Краснодар — 22 июня 2013, Кайзерслаутерн) — советский учёный, специалист в области проблем регулирования двигателей внутреннего сгорания. Доктор технических наук (1969). Профессор (1972). Заведующий кафедрой «Теория механизмов и машин» Харьковского политехнического института (1968—1993). Профессор этой же кафедры (1993—1994).

## Биография
В годы войны работал токарем, наладчиком на заводах танковой промышленности в Сталинграде и Барнауле.
Окончил Харьковский механико-машиностроительный институт (1948). После окончания института работает начальником электростанции Вятско-Полянского домостроительного комбината (1948—1950), на Харьковском авторемонтном заводе (1950—1951).
С 1951 г. на педагогической работе в ХПИ — ассистент (1951—1961), доцент (1961—1968), заведующий кафедрой (1968—1993), профессор кафедры ТММ (1993—1994).
Активно занимался научной работой. Основное направление научной деятельности — регулирование двигателей внутреннего сгорания. На основе исследований подготовил курс «Автоматическое регулирование ДВС». Занимается проблемами разработки аналитических методов в теории механизмов и машин, ориентированных на ЭВМ различных типов.
Неоднократно выступал с интересными докладами на всесоюзных и международных конференциях. Опубликовал более 100 научных работ, в том числе четыре монографии. Руководил подготовкой двух докторов и 10 кандидатов наук.
Разработал и читает лекционные курсы «Механика роботов», «Численные методы в инженерной практике». Обеспечил читаемые курсы необходимой учебной и методической литературой. Много внимания уделяет совершенствованию методики преподавания, внедрению новых технологий.
Являлся членом специализированных ученых советов по защите кандидатских и докторских диссертаций. Работал членом редколлегии и редактором сборника «ТММ». С 1994 г. проживал в Германии, г. Кайзерслаутерн. Иностранный член Национального комитета Украины по ТММ (1994).
Награждён медалью «За доблестный труд в Великой Отечественной войне 1941—1945 гг.».

## Публикации
- Настенко Н. Н., Борошок В. Е., Грунауэр А. А. Регуляторы тракторных и комбайновых дизелей. — М.: Машгиз, 1963 г. — 352 с.
- Грунауэр А. А. Проектирование механизмов и машин с помощью цифровых ЭВМ. — Харьков : Вища школа : Изд-во при Харьк. ун-те, 1980.
- Снижение токсичности и повышение эксплуатационной экономичности транспортных энергоустановок / [А. А. Грунауэр, П. М. Канило, Е. Е. Коссов, И. Д. Долгих]; Под ред. А. А. Грунауэра. — Харьков : Вища школа : Изд-во при Харьк. ун-те, 1981.
- Методические рекомендации по теме «Программируемые микрокалькуляторы и их применение в учебном процессе средних специальных учебных заведений» / М-во высш. и сред. спец. образования УССР, Респ. науч.-метод. каб. по сред. спец. образованию; [Сост. А. А. Грунауэр]ю — Киев: РНМК по ССО, 1985.
- Грунауэр А. А., Долгих И. Д. Расчет и проектирование регуляторов ДВС : [Учеб. пособие] / М-во высш. и сред. спец. образования УССР, Учеб.-метод. каб. по высш. образованию, Харьк. политехн. ин-т им. В. И. Ленина. — Киев : УМКВО, 1988.
- Грунауэр А. А., Долгих И. Д. Применение ЭВМ для изучения динамики САР ДВС : [Учеб. пособие для спец. «Подъём.-трансп., строит., дор. машины и оборуд.»] /; М-во высш. и сред. спец. образования УССР, Учеб.-метод. каб. по высш. образованию, Харьк. политехн. ин-т им. В. И. Ленина. — Киев : УМКВО, 1989.
- Грунауэр А. А. Кайзерслаутерн — провинциальный и всемирно известный Архивная копия от 7 февраля 2013 на Wayback Machine // Научно-культурологический журнал RELGA. Архивная копия от 17 февраля 2013 на Wayback Machine — № 2 [258] 25.01.2013.
- Грунауэр А. А. Теория механизмов и машин: наука и люди. Воспоминания и раздумья. Архивная копия от 7 сентября 2018 на Wayback Machine // «Вестник НТУ „ХПИ“» 53’2005)